# Пирей (периферийная единица)
Пирей (греч. Περιφερειακή Ενότητα Πειραιώς) — одна из периферийных единиц Греции. Является региональным органом местного самоуправления и частью административного деления. По программе «Калликратис» с 2011 года входит в периферию Аттика. Включает в себя часть бывшей номархии Пирей и юго-западную часть городской агломерации Афины. Население — 448 997 жителей по переписи 2011 года. Площадь — 50,417 квадратного километра. Плотность — 8905,67 человека на квадратный километр. Административный центр — Пирей. Антиперифериарх — Гаврилис Еорьос (Γαβρίλης Γεώργιος).

## Административно-территориальное деление
Периферийная единица Пирей включает в себя пять общин:
| Община                   | Население (2011), человек | Площадь, км² | Плотность, чел./км² |
| ------------------------ | ------------------------- | ------------ | ------------------- |
| Керацини-Драпецона       | 91 045                    | 9,326        | 9762,49             |
| Коридалос                | 63 445                    | 4,324        | 14 672,76           |
| Никея-Айос-Иоанис-Рендис | 105 430                   | 11,173       | 9436,14             |
| Перама                   | 25 389                    | 14,729       | 1723,74             |
| Пирей                    | 163 688                   | 10,865       | 15 065,62           |

## Население
| Год  | Население, человек | Население, человек         | Население, человек           |
| Год  | Номархия Пирей     | Периферийная единица Пирей | Периферийная единица Острова |
| ---- | ------------------ | -------------------------- | ---------------------------- |
| 1991 | 530 180            |                            |                              |
| 2001 | 553 450            |                            |                              |
| 2011 |                    | 448 997                    | 74 651                       |